# ريتشارد باتريك
ريتشارد باتريك (بالإنجليزية: Richard Patrick)‏ هو مغني وعازف قيثارة وموسيقي أمريكي، ولد في 10 مايو 1968 في نيدهام في الولايات المتحدة.

## وصلات خارجية
- ريتشارد باتريك على موقع IMDb (الإنجليزية)
- ريتشارد باتريك على موقع روتن توميتوز (الإنجليزية)
- ريتشارد باتريك على موقع ميوزك برينز (الإنجليزية)
- ريتشارد باتريك على موقع أول ميوزيك (الإنجليزية)
- ريتشارد باتريك على موقع ديسكوغز (الإنجليزية)
- ريتشارد باتريك على موقع قاعدة بيانات الفيلم (الإنجليزية)